# Pär Lagerkvist

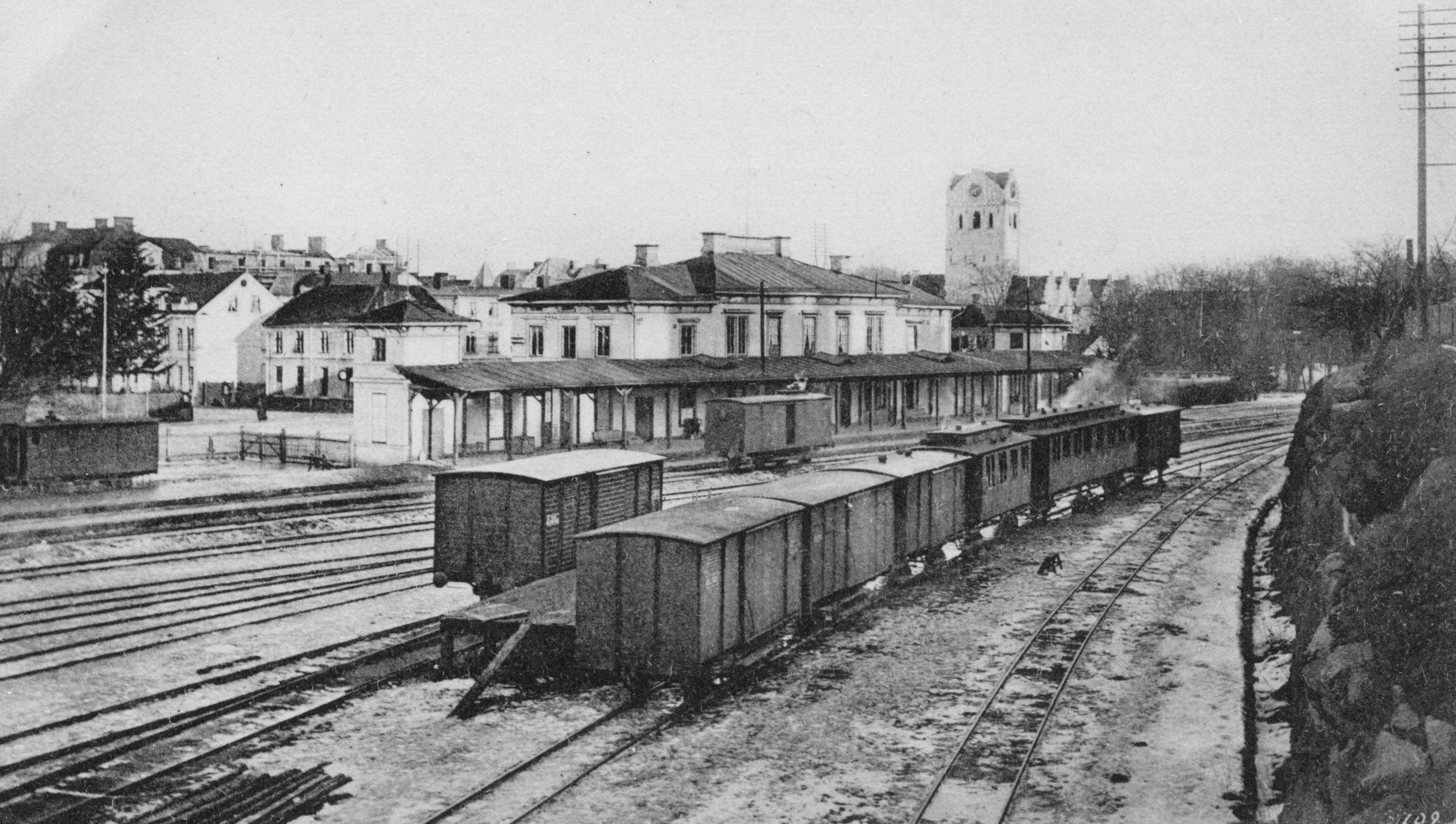
Växjö järnvägsstation ca 1910

Pär Fabian Lagerkvist, född 23 maj 1891 i Växjö, död 11 juli 1974 i Lidingö, var en svensk författare, poet och dramatiker. Han var ledamot av Svenska Akademien från 1940 och erhöll Nobelpriset i litteratur 1951.

## Biografi

### Tidiga år och tidiga verk
Pär Lagerkvist föddes som yngste son till Anders Johan Lagerquist (1853–1947), järnvägsanställd, och Johanna Magnusdotter Blad (1854–1923). Barndomshemmet i järnvägsstationen var ett pietistiskt hem i Växjö och han hade sex äldre syskon. Som lärare i Växjö läroverk hade han den engagerade nystavaren Josef Fredbärj (1863–1914) som inspirerade honom att förändra sin dittillsvarande namnstavning Per Lagerquist till Pär Lagerkvist  Han studerade i Uppsala 1911–1912 och vistades under långa perioder i Danmark, Frankrike och Italien under 1910- och 1920-talen. I föräldrahemmet var, som han själv uttryckt det, Bibeln och psalmboken de enda böckerna, men i tonåren kom Lagerkvist i kontakt med darwinism och socialism, nya idéer som i grunden ifrågasatte den trygga pietistiska världsbilden. 
Lagerkvist har själv beskrivit sin bakgrund, den tankemässiga utbrytningen i tonåren och den ångest och oro denna skapade i romanen Gäst hos verkligheten (1925). I novellsamlingen Onda sagor (1924) ingår novellen Far och jag, som även den har tydliga självbiografiska inslag. 
Han lämnade den konfessionella kristna tron bakom sig under läroverksåren i Växjö, men bevarade ett starkt intresse för bibliska och mytologiska berättelser som litterära motiv. Mycket av hans senare författarskap kom att kretsa kring människans plats i en värld där Gud inte längre styr, och kring Gud sedd som en mänsklig projektion – så till den grad att många uppfattat honom som en kristen mot sin vilja. I dikten Det kom ett brev skriver han om ett brev från sin gamla mor som påminner honom om det som är av evighet. Dikten är tonsatt av Erik Fabiansson och sjöngs in på skiva av kyrkosångaren Einar Ekberg (på Odeon) 1938.
Hans söner Ulf och Bengt Lagerkvist har tydligt uttalat att hemmet inte på något vis var religiöst och att fadern aldrig privat refererade till en personlig gud. Lagerkvist kände med säkerhet till C. G. Jungs teorier om det kollektiva omedvetna och om religiös, litterär och djuppsykologisk symbolik, men när han lärde känna dem och huruvida man kan tala om påverkan är oklart.

### Fortsatt författarskap
Under 1910-talet kom författaren även att skriva konstkritik. Han var den förste svenske kritiker som stiftade närmare bekantskap med Picassos kubistiska målningar, under en resa till Paris 1912, och skrev om de nya strömningarna i artiklar samt i Ordkonst och bildkonst. Han skrev också en del artiklar med socialistiska teman vid denna tid, bland annat för tidningen Politiken.
Lagerkvists politiska radikalism stod sig långt upp i åren. Erik Hjalmar Linder har påpekat att dramat Konungen (1932) röjer en närmast marxistisk samhällssyn, och han kom att bli en obeveklig motståndare till Adolf Hitler från 1933 och framåt.
Lagerkvist blev ledamot av Svenska Akademien 1940, filosofie hedersdoktor i Göteborg 1941 och erhöll Nobelpriset i litteratur 1951. Han debuterade med kortromanen Människor 1912, som han dock inte ville kännas vid senare. Han beskriver den sekulariserade människans ofrånkomliga ångest inför en värld utan Gud, eller om man så vill en tro på en gud som inte längre finns. Detta återkommer som ett grundtema i flera av hans verk. Hans kanske mest kända dikt från samlingen Ångest, 1916:  ”Ångest, ångest är min arvedel ...” utgår från denna känsla. Även i romaner som Barabbas, Sibyllan och Ahasverus död tas temat upp. 
Lagerkvist har viktiga kopplingar till existensfilosofiska strömningar och är en av den svenska 1900-talslyrikens centralgestalter; trots att han sällan använder renodlad fri vers och i regel låter sina dikter behålla en klart artikulerad diskursiv struktur var hans djärva koncentration i bildskapandet, hans lugna närhet till det folkliga och bibliska språket och hans envisa koncentration på det subjektiva nydanande, och ur den synvinkeln är han en av den svenska modernismens portalfigurer. 

### Senare verk
I Bödeln (1933, även drama) gestaltas ondskans problematik på ett pregnant sätt i en medeltida miljö och dubbelexponeras sedan med nutida brutalitet, innan bödeln själv tar till orda i ett tal som sätter människans eviga skoningslöshet, kyla, längtan och godhet i relation också till kristendomen. I den första delens primitiva medeltida krogmiljö är bödeln främst synonym med ondskan, i den moderna restaurangscenen vänder sig satiren tydligt mot nazismen men bödeln höjer sig till sist över detta förfall. Boken var också en av de skrifter som brändes av de tyska nazisterna 1933; i Der Stürmer kallades Lagerkvist en "judenknecht" (judedräng), något han enligt sonen Ulf tog som en hedersbetygelse. Den väckte starkt gensvar i Sverige.
Kort efter Bödeln gjorde Lagerkvist en resa till Grekland och Palestina, som formade sig både till ett slags pilgrimsfärd till den västerländska civilisationens källor och en markering av att de idéer de stod för nu var under hot. I Den knutna näven (1934) beskriver han sina möten med Aten, Delfi och Jerusalem och formulerar samtidigt kraftfulla appeller gentemot fascismens våldsdyrkan, inhumanitet och antiintellektualism - och mot den senfärdighet att ta detta på allvar som han såg omkring sig. När kriget kom 1939 stod Lagerkvist på Gestapos dödslistor inför en eventuell tysk invasion av Sverige. Under kriget var han engagerad antinazist och medlem i organisationen Tisdagsklubben.

## Familj
Pär Lagerkvist var 1918–1925 gift med danskan Karen Sørensen. De fick dottern Elin Lagerkvist (1918–2009). Efter skilsmässa gifte han om sig 1925 med Elin, kallad Elaine, född Hallberg (1891–1967), som var änka efter konstnären Gösta Sandels. I det äktenskapet blev han far till Bengt Lagerkvist och Ulf Lagerkvist.
Lagerkvist är begravd på Lidingö kyrkogård.

## Erkännande och eftermäle
Pär Lagerkvist tilldelades Nobelpriset i litteratur 1951 med motiveringen "För den konstnärliga kraft och djupa självständighet, varmed han i sin diktning söker svar på människans eviga frågor". Trots att Lagerkvist själv var ledamot av Svenska Akademien och akademien kritiserats för att alltför ofta belöna svenska och nordiska författare blev det en okontroversiell prisutnämning. Lagerkvist var en även internationellt högt uppburen och vida översatt författare, och han hörde till favoriterna i förhandspekulationerna. Året innan hade romanen Barabbas utkommit och blivit en enorm succé även utomlands, vilket anses vara en avgörande orsak till att han tilldelades priset.
Tåget Y32 1410 som trafikerar Krösatågen i Småland och Halland, har fått namnet Pär Lagerkvist. Så har även ett av Skånetrafikens Pågatåg. Lagerkvist har fått två vägar uppkallade efter sig, en på Lidingö, en i Växjö: Pär Lagerkvists väg. På Kungsholmen i Stockholm finner man även Pär Lagerkvists gata. 2017 invigdes Pär Lagerkvistskolan i den nya stadsdelen Bredvik väster om Växjö.
Lagerkvist fick avslag då han försökte bli medlem i den litterära elevföreningen vid högre allmänna läroverket i Växjö – antagligen den enda sådana förening i Sverige som avvisat en blivande Nobelpristagare i litteratur.[källa behövs]
Lagerkvist formulerade inskriften på Brantingmonumentet vid Norra Bantorget i Stockholm.

### Filmatiseringar
Några av Lagerkvists verk har filmatiserats. Det eviga leendet blev en novellfilm i regi av Lars-Erik Liedholm 1946. Barabbas gjordes som svensk långfilm av Alf Sjöberg 1953 och som italiensk-amerikansk i regi av Richard Fleischer 1961 med Anthony Quinn i titelrollen. Gäst hos verkligheten filmatiserades 1961 av sonen Bengt Lagerkvist, som också gjort TV-teater på Sveriges Television av flera pjäser/dramatiseringar: Midsommardröm i fattighuset (1959), Bödeln (1965), Tunneln (1969), Hissen som gick ner i helvetet (1969), Bröllopsfesten (1978)  och Han som fick leva om sitt liv (1987). Mannen utan själ gjordes som TV-teater av Lars Egler 1983.
Utomlands har utöver Barabbas gjorts TV-teater på Danmarks Radio av Midsommardröm i fattighuset (1962), regi Sam Besekow och på Yle i Finland av Låt människan leva (1965), regi Rauni Mollberg. Dessutom Hissen som gick ner i helvetet [Zlaya skazka] (1989), Ryssland, regi Igor Shevchenko och Barabbas [Khent hreshtak], Armenien, en specialversion av film-i-filmen i regi av Suren Babayan.

### Tonsättningar
Musikaliteten i Pär Lagerkvists diktning har gjort dikterna populära att tonsätta. Inte minst Gunnar de Frumerie tonsatte flera dikter, varav de sex som 1942 samlades under rubriken Hjärtats sånger op. 27 (efter diktsamlingen de hämtades ur) förmodligen är de mest kända. Även sångerna i Aftonland I, II och III från 1954 och 1964 har alla texter av Pär Lagerkvist.

### Novellsamlingar
- Människor (1912)
- Två sagor om livet (1913)
- Järn och människor (1915)
- Det eviga leendet (1920)
- Onda sagor (1924)
- Kämpande ande (1930)
- I den tiden (1935)

### Sakprosa
- Ordkonst och bildkonst (1913)
- Det besegrade livet (1927)
- Den knutna näven (1934)
- Den befriade människan (1939)
- Antecknat (1977)

### Diktsamlingar
- Motiv (1914)
- Ångest (1916)
- Den lyckliges väg (1921)
- Hjärtats sånger (1926)
- Vid lägereld (1932)
- Genius (1937)
- Sång och strid (1940)
- Hemmet och stjärnan (1942)
- Aftonland (1953)

### Dramatik
- Sista mänskan (1917)
- Teater (1918)
- Himlens hemlighet (1919)
- Kaos (1919)
- Den osynlige (1923)
- Han som fick leva om sitt liv (1928)
- Konungen (1932)
- Bödeln (1934)
- Mannen utan själ (1936)
- Seger i mörker (1939)
- Midsommardröm i fattighuset (1941)
- De vises sten (1947)
- Låt människan leva (1949)

### Romaner
- Gäst hos verkligheten (1925)
- Själarnas maskerad (1930)
- Bödeln (1933)
- Dvärgen (1944)
- Barabbas (1950) (filmatiserades 1953, se vidare, Barabbas (film, 1953) samt 1961 se vidare, Barabbas (film, 1962))
- Sibyllan (1956)
- Ahasverus död (1960)
- Pilgrim på havet (1962)
- Det heliga landet (1964)
- Mariamne (1967)
- Den svåra resan (skriven cirka 1926, utgiven 1985)

### Översättningar
- "Literary Art and Pictorial Art" [Ordkonst och bildkonst], Rainbow Press, 1991, ISBN 0-9518535-0-3.

## Priser och utmärkelser
- 1928 – De Nios Stora Pris
- 1940 – Ledamot av Svenska Akademien
- 1941 – Filosofie hedersdoktor vid Göteborgs universitet
- 1945 – Bellmanpriset
- 1951 – BMF-plaketten för Barabbas
- 1951 – Nobelpriset i litteratur